# Hannayita
La hannayita és un mineral de la classe dels fosfats. Rep el nom en honor de James Ballantyne Hannay (1 de gener de 1855, Glasgow, Escòcia - 1931, Glasgow, Escòcia), químic escocès, famós per la seva afirmació d'haver creat diamants artificials el 1880.

## Característiques
La hannayita és un fosfat de fórmula química (NH₄)₂Mg₃(PO₃OH)₄(H₂O)₈. Cristal·litza en el sistema triclínic. La seva duresa a l'escala de Mohs es troba entre 2 i 3.
Segons la classificació de Nickel-Strunz, la hannayita pertany a «08.CH: Fosfats sense anions addicionals, amb H₂O, amb cations de mida mitjana i gran, RO₄:H₂O < 1:1» juntament amb els següents minerals: walentaïta, anapaïta, picrofarmacolita, dittmarita, niahita, francoanel·lita, taranakita, schertelita, struvita, struvita-(K), hazenita, rimkorolgita, bakhchisaraitsevita, fahleïta, smolyaninovita, barahonaïta-(Al) i barahonaïta-(Fe).

## Formació i jaciments
Va ser descoberta a les coves de Skipton, situades al mont Widderin, dins el comtat de Corangamite (Victòria, Austràlia). També ha estat descrita a l'Argentina, Xile, Kenya, Namíbia, Sud-àfrica i Malàsia.